# فرست پارک (جورجیا)
فرست پارک، جورجیا (به انگلیسی: Forest Park, Georgia) یک شهر در ایالات متحده آمریکا با جمعیت ۱۸٬۴۶۸ نفر است که در جورجیا واقع شده‌است.

## موقعیت جغرافیایی
موقعیت جغرافیایی شهرها و مناطق اطراف به شرح زیر است: